# 髙橋宗生

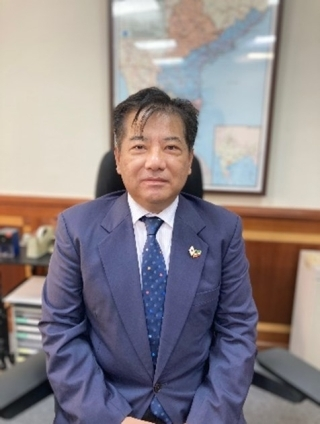
在チェンナイ日本国総領事館ウェブページより（令和6年4月）

髙橋 宗生（たかはし むねお、1964年〈昭和39年〉2月10日 - ）は、埼玉県出身の日本の外交官。
外務省領事局政策課企画官などを経て、2024年3月から、在チェンナイ日本国総領事館総領事を務める。

## 略歴
- 1983年　国家公務員採用初級試験合格
- 1984年3月　東京交通短期大学運輸課卒業
- 1984年4月　外務省入省
- 2007年10月　大臣官房儀典外国訪問室課長補佐
- 2012年11月　総合外交政策局軍縮不拡散・科学部（原子力安全福島閣僚会議準備事務局）課長補佐
- 2012年12月　在ニューヨーク日本国総領事館 領事
- 2016年3月　在オーストラリア日本国大使館 一等書記官
- 2019年4月　領事局政策課 課長補佐 兼 領事局政策課在外選挙室長
- 2021年2月　領事局政策課領事サービス室 首席事務官
- 2022年8月　領事局政策課 企画官 兼 領事局政策課領事体制強化室長
- 2024年3月　在チェンナイ日本国総領事館 総領事